# Håtunamästaren
Håtunamästaren är ett anonymnamn på en medeltida träskulptör.
Håtunamästaren var verksam i Uppland under 1400-talet. För Håtuna kyrka utförde han en rad helgonbilder till ett altarskåp. Under åren ersattes altarskåpet och helgonbilderna flyttades över till predikstolen. De åtta bevarade bilderna föreställer Jungfru Maria, Anna, Johannes Döparen, Maria Magdalena, Barbara, Laurentius, Birgitta och en biskop. Bilderna har en viss anknytning till liknande bilder i Köln och Lübeck som visar på att Håtunamästaren fått ett inflytande från Tyskland. 